# (10959) Appennino
Pour les autres emplois du terme, voir Apennin (homonymie).
(10959) Appennino est un astéroïde de la ceinture principale.

## Description
(10959) Appennino est un astéroïde de la ceinture principale. Il fut découvert le 24 septembre 1960 à l'Observatoire Palomar par Cornelis Johannes van Houten, Ingrid van Houten-Groeneveld et Tom Gehrels. Il présente une orbite caractérisée par un demi-grand axe de 2,38 UA, une excentricité de 0,09 et une inclinaison de 3,1° par rapport à l'écliptique.

## Compléments